# フローレンス・ヘンダーソン
フローレンス・ヘンダーソン（Florence Agnes Henderson、1934年2月14日 - 2016年11月24日）は、アメリカ合衆国の女優、歌手。60年以上の活動の中で、ABCのシットコム『ゆかいなブレディー家』のキャロル・ブレディ役で最もよく知られる。映画や舞台に出演した他、ロングランの料理番組やバラエティ番組の司会も務めた。トーク番組やリアリティ番組ゲスト出演することもあり、ゲーム番組のパネリストとして出演することもあった。2010年、『ダンシング・ウィズ・ザ・スターズ』に出演した。
2016年の感謝祭に82歳で心不全で亡くなるまで、数年に亘りリタイアメント・リビングTVの自身のトーク番組『フローレンス・ヘンダーソン・ショー』、料理番組『Who's Cooking with Florence Henderson』の司会を務めた。

## 生い立ち
1934年2月14日、インディアナ州南西部の小さな街であるスペンサー郡デールにて、タバコの小作農民の父ジョセフ・ヘンダーソン、専業主婦の母エリザベス(旧姓エルダー)のもとに10人きょうだいの末っ子として生まれた。世界恐慌の間、2歳の頃より50曲ものレパートリーを持つ母親から歌を学んだ。8歳頃には家族から「フローレンシー」と呼ばれており、12歳頃には地元のグロッサリー・ストアで歌を披露していた。
1951年、ケンタッキー州オウエンズボロのセント・スティーブン・アカデミーを卒業し、その直後にニューヨークに向かい、アメリカン・アカデミー・オブ・ドラマティック・アーツに学んだ。ソロリティDelta ZetaのAlpha Chiに所属していた。

## 経歴
『オクラホマ!』ツアー公演、『南太平洋』リンカーン・センター公演でキャリアをスタートさせた。

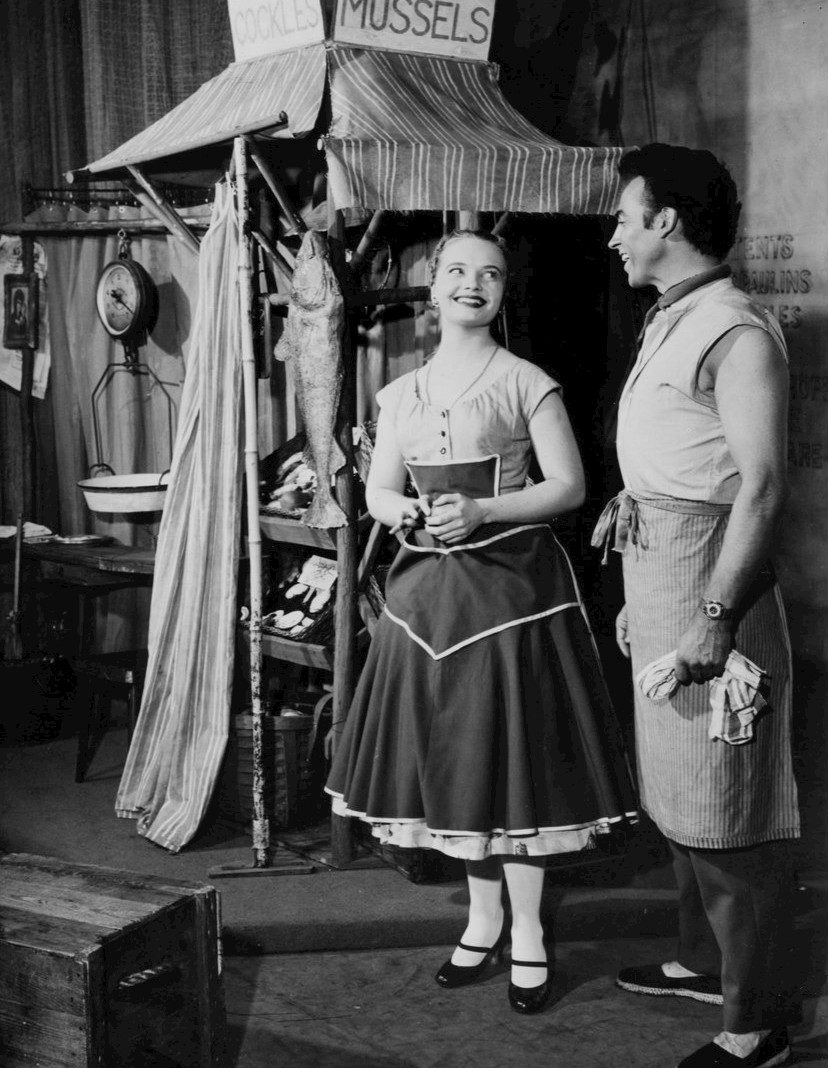
1955年、『Fanny』ブロードウェイ公演にてヘンダーソンとウィリアム・タバート

1952年、18歳でミュージカル『Wish You Were Here』でブロードウェイデビューし、1954年、ロングラン・ミュージカル『Fanny』にて主演のタイトル・ロールのファニー役オリジナル・キャストとなり、888回上演された。1954年、90分間のロジャース&ハマースタインに関するスペシャル番組『General Foods 25th Anniversary Show: A Salute to Rodgers and Hammerstein』の『オクラホマ!』のシーンに映画版『オクラホマ!』カーリー役ゴードン・マクレーと共に出演した。1950年代の連続テレビドラマ『I Spy』のエピソード「The Abbe and the Nymph」に出演した。1958年10月16日放送のCBSのミュージカル番組『若草物語』にてメグ・マーチ役を演じた。
1953年から1963年に放送された『The United States Steel Hour』の2エピソードに出演した。1957年11月20日に放送された『ハックルベリー・フィンの冒険』にてメアリー・ジェーン役を演じた。1958年6月4日に放送されたドロシー・キャンフィールド・フィッシャーによる『A Harvest of Stories』の短編「A Family Alliance」のドラマ化に出演した。
1958年から1961年、『パティ・ペイジ・ショー』にてビル・ヘイズと共に番組スポンサーのオールズモビルのコマーシャルに出演していた。1959年、オールズモビルのミュージカル『Good News About Olds』の楽曲「Don't Let a Be-Back Get Away」を歌った。1960年1月13日、ヘイズと共に『Tonight Starring Jack Paar』のミュージカル・シーンにヘイズと共に出演した。1963年、ブロードウェイ・ミュージカル『The Girl Who Came to Supper』に出演した。
1962年、シカゴでの舞台出演を称しサラ・シドンズ賞を受賞した。1962年10月、『ザ・トゥナイト・ショー』において、ジャック・パー降板後、30年間出演し続けるジョニー・カーソンが就任する前、女性として初めてのゲスト司会者となった。NBCの朝のロングラン番組『トゥデイ』において、バーバラ・ウォルターズも務めたことがある「トゥデイ・ガール」として気象情報や軽快なニュースを担当した。
1963年1月25日および2月22日に放送されたパーのトーク番組でミュージカル・シーンに出演した。1963年5月19日に放送された『The Voice of Firestone』にバリトン歌手のマリオ・セレーニと共に出演した。RCAビクターからアルバムが複数リリースされた。

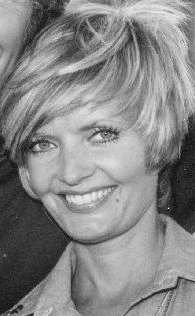
1970年代のシットコム『ゆかいなブレディー家』での母親のキャロル・ブレディ役としてヘンダーソンにとって最も有名な作品となった。

1969年から1974年まで郊外に住むアメリカの家族を描いたABCのホームコメディー『ゆかいなブレディー家』で3男3女の子育てに奮闘する母親キャロル・ブレディ役を明るく演じ、「米国の理想のママ」と評され広く知られるようになった。親友のシャーリー・ジョーンズはこの役を断ったが、1970年から1974年、シットコム『パートリッジ・ファミリー』において5人の子の類似する母親役を演じた。
『ゆかいなブレディー家』の演技により、TV Landと『エンターテインメント・ウィークリー』による「テレビ出演者100選」の54位にランクインした。
大のゲーム番組ファンのヘンダーソンは『Hollywood Squares』にパネリストとして度々出演し、『The $25,000 Pyramid』にも時々出演していた。他に『Password』、『Match Game』、『What's My Line』(パネリストおよびミステリー・ゲスト)、『To Tell The Truth』、『I've Got A Secret』、『Snap Judgment』、『Personality』、『The Magnificent Marble Machine』、『フー・ウォンツ・トゥ・ビー・ア・ミリオネア』などのゲーム番組に出演した。『ゆかいなブレディー家』での夫役ロバート・リードと共にジョン・デイヴィッドソンが司会の『Hollywood Squares』に出演し、『ファミリー・フュード』「オールスター・ウィーク」において、リード、モーリーン・マコーミック、クリストファー・ナイト、スーザン・オルセンによる『ゆかいなブレディー家』チームで出演し、第2位を獲得した。
1974年から1996年、ウェッソン・クッキング・オイルのスポークスウーマンとなった。この頃、TNNの料理番組『Country Kitchen』の司会をし、ウィスコンシン州のデパートメントストア・チェーンPrange'sの広告に出演していた。1999年から2000年、NBCの短期間で終了した朝のトーク番組『Later Today』において、ジョディ・アップルゲイト、エイシャ・ブレイクと共に司会を務めた。
2000年代、Polidentのスポークスウーマンとなった。2003年、オジー・オズボーンと共にペプシ・ツイストのコマーシャルに出演し、69歳にして未だ快活であることをネタにしていた。

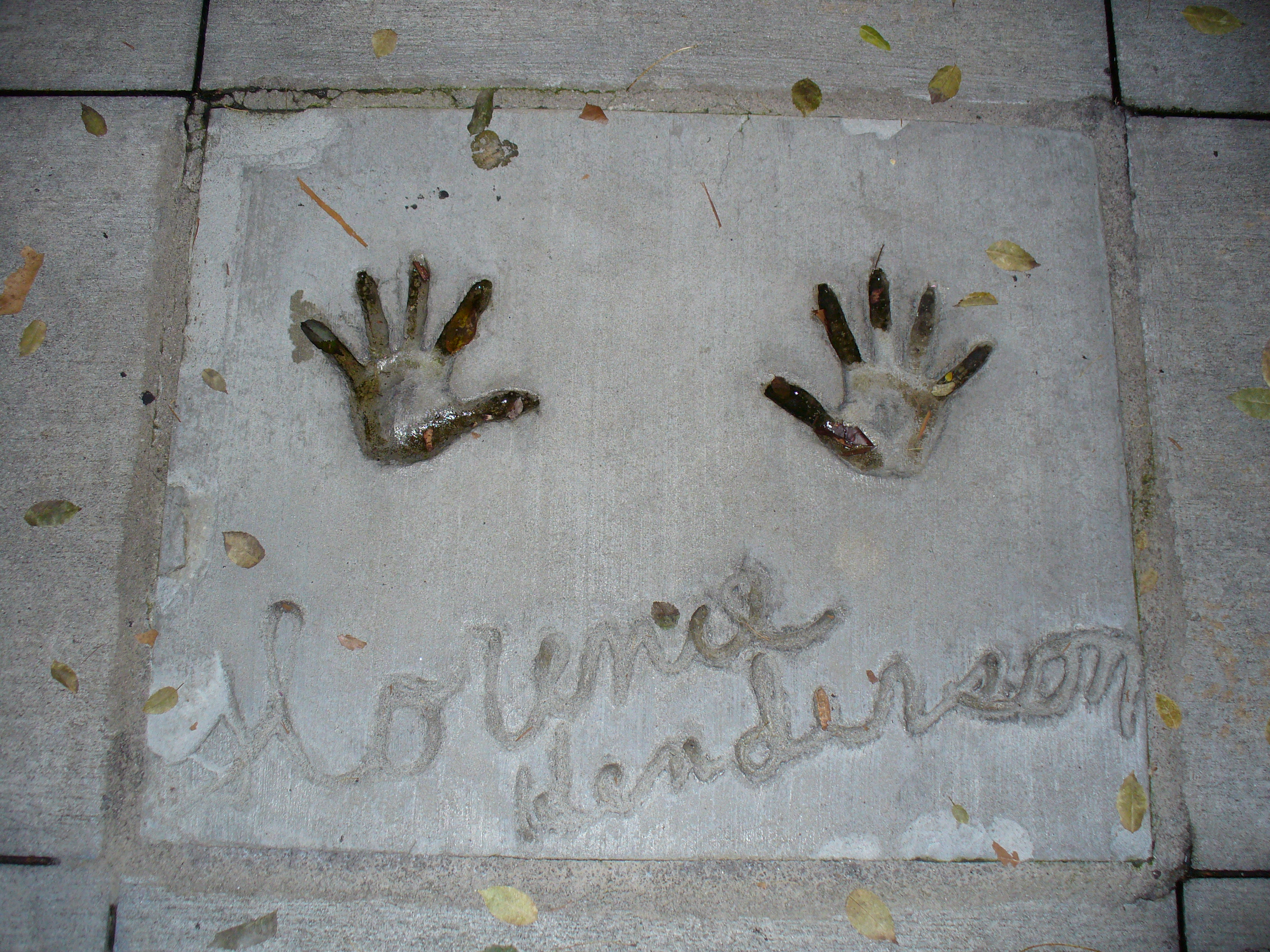
ウォルト・ディズニー・ワールド・リゾートのディズニー・ハリウッド・スタジオにあるハリウッド・ヒルズ・アンフィシアターの前にあるヘンダーソンの手形

2006年、クリストファー・ナイトと共にリアリティ番組『My Fair Brady』に出演するなど、『ゆかいなブレディー家』の子役たちと度々共演していた。2006年、VH1の『The Surreal Life』のシーズン6に出演した。
1990年代中期から友人でありインディアナポリス・モーター・スピードウェイのオーナーのハルマン&ジョージ家のリクエストにより、インディアナポリス500にてパデュー大学のマーチング・バンドと共に『ゴッド・ブレス・アメリカ』を歌唱するようになった。
1996年、アル・ヤンコビックの『Amish Paradise』のミュージック・ビデオに出演した。2002年、即興劇番組『Whose Line Is It Anyway?』に出演し、ライアン・スタイルズ、コリン・モクリとキスしたことで話題となった。
2007年から2009年、リタイアメント・リビングTVで毎日放送されていたトーク番組『Living Live』において、『Designing Women』に出演していたメシャック・テイラーと共に司会を務めた。番組は『The Florence Henderson Show』と改題され、よりヘンダーソンにフォーカスしたものとなった。2010年、『The Florence Henderson Show』はエミー賞にノミネートされた。2010年5月、FOXのラジオのプロモーション広告シリーズに出演した。2010年7月12日、『WWE・ロウ』にてゲスト司会者を務めた。
2010年9月20日に放送開始した『ダンシング・ウィズ・ザ・スターズ』シーズン11において、11人のセレブリティと共に出演した。パートナーは2回優勝したマーク・バラスの父親であるコーキー・バラスであった。2010年10月19日、5番目の脱落者となった。
2012年3月25日放送の『The Cleveland Show』のエピソード「The Men In Me」において、クリーヴランド・ブラウンの子供時代の乳母であるバーバラ役で声の出演をした。意気消沈し、悩むクリーヴランドが自身の番組のテーマ曲のパロディを歌っていると、バーバラが差しはさみ、クリーヴランドは自身が誰かまたは他社が自分をどう思っているかが問題なのではなく、自分自身をありのままに受け入れることが大切だと気付く。最後にクリーヴランドは「皆さん、フローレンス・ヘンダーソンでした」と紹介した。
2012年5月11日、『ザ・プライス・イズ・ライト』の母の日スペシャルにドリュー・キャリーと共に出演し、賞品紹介を行なった。
2013年2月、リタイアメント・リビングTVの料理番組『Who's Cooking with Florence Henderson』の司会を開始した。ミセス・アメリカ、ミセス・ワールドを選出するコンテストで複数回司会を務めた。

### 慈善事業
2000年代、インディアナ州ファーディナンドの聖ベネディクト修道女会の後援者となった。そこにはヘンダーソンが幼い頃に世話になった修道女もいた。多くのプロモーションビデオに出演し、資金集めにも協力した。ゲーム番組『Weakest Link』の賞金を寄付し、2001年に『フー・ウォンツ・トゥ・ビー・ア・ミリオネア』において懐かしのテレビ番組をテーマにしたエピソードで修道女会の名で賞金32,000ドルを獲得した 。『’’The Surreal Life’’』に出演した際、コメディのシーンで修道衣を着るのを断った。

## 私生活
1956年、最初の夫となるアイラ・バーンスタインと結婚し、4人の子をもうけたが、1985年に離婚した。1987年、1980年代に鬱病と舞台でのあがり症の治療で出会った催眠術療法士のジョン・ジョージ・カパスと再婚した。2002年にカパスが亡くなるまで婚姻関係は続いた。ヘンダーソンには5人の孫がいた。

## 死
2016年11月24日、82歳でカリフォルニア州ロサンゼルスにあるチェダーズ・サイナイ・メディカル・センターにて死去した。前日から入院していた。マネージャーのケイラ・プレスマンによると、死因は心不全であった。亡くなる3日前、娘役であり友人のモーリーン・マコーミックの応援で『ダンシング・ウイズ・ザ・スターズ』の収録に参加していた。プレスマンは、ヘンダーソンはそれまでの体調は悪くなく、突然入院し、その死に衝撃を受けていた。火葬され、ロサンゼルスにあるウエストウッド・メモリアルパークに埋葬された。

## 受賞歴
2008年、第33回グレイシー・アワード・ガラにて、功労賞および『The Florence Henderson Show』に対する司会賞を受賞した。
2012年、第37回グレイシー・アワード・ガラにて『Good Food, Good Deeds』での共同司会に対して再び司会賞を受賞した。
2004年以降、9月のレイバー・デーの次の火曜日、インディアナ・グランド・レーシング&カジノにて、インディアナで生まれ育った3歳以上の牝馬による1+1⁄16-マイル (1.7 km)の芝レースは「フローレンス・ヘンダーソン・ステークス」と名付けられた。

## 主なフィルモグラフィ

### 映画
| 年   | 題                                                                      | 役                     | 特記             |
| ---- | ----------------------------------------------------------------------- | ---------------------- | ---------------- |
| 1970 | ソング・オブ・ノルウェー Song of Norway                                 | ニナ・グレイグ         |                  |
| 1992 | 殺人ピエロ狂騒曲 Shakes the Clown                                       | The Unknown Woman      |                  |
| 1994 | 裸の銃を持つ男 PART33 1/3 最後の侮辱 Naked Gun 33⅓: The Final Insult    | 本人                   | カメオ出演       |
| 1995 | ゆかいなブレディ一家/我が家がイチバン The Brady Bunch Movie             | グランマ(キャロルの母) | カメオ出演       |
| 1996 | For Goodness Sake II                                                    | ビデオ店の客           |                  |
| 1998 | ホーリーマン Holy Man                                                   | 本人                   | カメオ出演       |
| 1999 | Get Bruce                                                               | 本人                   | ドキュメンタリー |
| 2003 | ディッキー・ロバーツ 俺は元子役スター Dickie Roberts: Former Child Star | 本人                   | カメオ出演       |
| 2008 | For Heaven's Sake                                                       | サラ・ミラー           |                  |
| 2010 | The Christmas Bunny                                                     | ベッツィ・ロス         |                  |
| 2016 | フィフティ・シェイズ・オブ・ブラック Fifty Shades of Black              | ミセス・ロビンソン     |                  |
| 2017 | バッド・グランマ Bad Grandmas                                           | ミミ                   | 没後公開         |

### テレビ
| 年        | 題 | 役                                   | 特記 | 脚注          |
| --------- | --- | ------------------------------------ | --- | ------------- |
| 1954      | General Foods 25th Anniversary Show: A Salute to Rodgers and Hammerstein                                   | ローリー                             | テレビ映画 | [ 13 ]        |
| 1956      | I Spy | ニンフ                               | エピソード: "The Abbe and the Nymph"                                                                                   | [ 14 ] [ 15 ] |
| 1957      | The United States Steel Hour                                                                               | メアリー・ジェーン・ウィルク         | エピソード: "The Adventures of Huckleberry Finn"                                                                       | [ 15 ] [ 18 ] |
| 1958      | The United States Steel Hour                                                                               | グラディス・プラット                 | エピソード: "A Family Alliance"                                                                                        | [ 15 ] [ 20 ] |
| 1958      | Sing Along                                                                                                 | 本人                                 | レギュラー出演 |               |
| 1958      | 若草物語 Little Women                                                                                      | メグ・マーチ                         | スペシャル・テレビ・ミュージカル                                                                                       | [ 16 ]        |
| 1958–62   | トゥナイト・スターリング・ジャック・パー Tonight Starring Jack Paar                                        | 本人                                 | レギュラー・ゲスト |               |
| 1959–60   | トゥデイ The Today Show                                                                                    | 本人                                 | Today Girl | [ 28 ]        |
| 1962–67   | Password                                                                                                   | 本人                                 | 出場者 |               |
| 1966      | The Bell Telephone Hour                                                                                    | 本人 - 歌手                          | "The Lyrics of Alan Jay Lerner" w/Barbara Harris, Edward Villella, Patricia McBride, John Cullum and Stanley Holloway  |               |
| 1968      | The Dean Martin Show                                                                                       | 本人                                 | ゲスト出演 |               |
| 1969–74   | ゆかいなブレディー家 The Brady Bunch                                                                       | キャロル・アン・ブレディ             | 117エピソード |               |
| 1976      | The Love Boat                                                                                              | モニカ・リチャードソン               | テレビ映画パイロット                                                                                                   |               |
| 1976      | マペット・ショー The Muppet Show                                                                           | 本人                                 | シリーズ1、エピソード7: "Florence Henderson"                                                                           |               |
| 1976      | The Paul Lynde Halloween Special                                                                           | 本人                                 | スペシャル番組 |               |
| 1976–77   | The Brady Bunch Hour                                                                                       | キャロル・アン・ブレディ             | 9エピソード |               |
| 1981      | The Brady Girls Get Married                                                                                | キャロル・アン・ブレディ             | テレビ映画 |               |
| 1981      | The Love Boat                                                                                              | アナベル・フォーカー                 | エピソード: "Country Cousin Blues"                                                                                     |               |
| 1981      | The Brady Brides                                                                                           | キャロル・アン・ブレディ             | 5エピソード |               |
| 1982      | フライング・コップ 知能指数0分署 Police Squad!                                                             | Shot woman                           | エピソード: オトリ捜査は楽し（峡谷のランデブー/住民たちの悪夢） "Rendezvous at Big Gulch (Terror in the Neighborhood)" |               |
| 1982–86   | Pyramid (all versions)                                                                                     | 本人                                 | セレブリティ・パネリスト                                                                                               |               |
| 1983      | Alice | サラ・ジェイムス                     | エピソード: "It Had to Be Mel"                                                                                         |               |
| 1986      | ジェシカおばさんの事件簿 Murder, She Wrote                                                                 | マリア・モーガナ                     | エピソード: サーカスに死が訪れる "Death Stalks the Big Top" (Parts 1 & 2)                                              |               |
| 1987      | It's Garry Shandling's Show                                                                                | 本人                                 | ゲスト出演 |               |
| 1988      | A Very Brady Christmas                                                                                     | キャロル・アン・ブレディ             | テレビ映画 |               |
| 1990      | The Bradys                                                                                                 | キャロル・アン・ブレディ             | 6エピソード; テーマ曲第三版を歌唱                                                                                      |               |
| 1990      | ジェシカおばさんの事件簿 Murder, She Wrote                                                                 | パティ・スー・ダイアモンド           | エピソード: "Ballad for a Blue Lady"                                                                                   |               |
| 1993      | Bradymania: A Very Brady Special                                                                           | 本人(司会)                           | スペシャル番組 |               |
| 1993–95   | Dave's World                                                                                               | マギー                               | 複数回; ベスの母 |               |
| 1994      | ロザンヌ Roseanne                                                                                          | フロ・アンダーソン                   | エピソード: "Suck Up or Shut Up"                                                                                       |               |
| 1995      | Fudge | ミュリエル                           | エピソード: "Fudge-a-mania"                                                                                            |               |
| 1995      | キャロライン in N.Y. Caroline in the City                                                                  | 本人                                 | エピソード: "Caroline and the Balloon"                                                                                 |               |
| 1995–96   | Our Generation                                                                                             | 本人                                 | 共同司会 |               |
| 1996      | Ellen | マデリン                             | エピソード: "Joe's Kept Secret"                                                                                        |               |
| 1997      | Nightmare Ned                                                                                              | 本人                                 | エピソード: "Monster Ned"                                                                                              |               |
| 1999–2000 | レイター・トゥデイ Later Today                                                                             | 本人                                 | 司会 |               |
| 2000      | サタデー・ナイト・ライブ Saturday Night Live                                                               | 本人(パロディ)                       | ゲスト出演(クレジット無し) エピソード: "Jackie Chan/Kid Rock"                                                          | [ 66 ]        |
| 2000      | The King of Queens                                                                                         | リリー                               | キャリー・ヘファマンの継母 エピソード: "Dark Meet"                                                                     |               |
| 2001      | フー・ウォンツ・トゥ・ビー・ア・ミリオネア Who Wants to Be a Millionaire                                   | 本人                                 | 出場者 |               |
| 2001      | Legend of the Candy Cane                                                                                   | テルマ(声)                           | テレビ映画 |               |
| 2002      | Mom's on Strike                                                                                            | ベティ                               | テレビ映画 |               |
| 2002      | Whose Line Is It Anyway?                                                                                   | 本人                                 | ゲスト出演 |               |
| 2003      | Mrs. America Pageant                                                                                       | 本人                                 | 司会 |               |
| 2003      | 第26回ケネディ・センター名誉賞 The 26th Annual Kennedy Center Honors: A Celebration of the Performing Arts | 本人                                 | 特別出演 |               |
| 2004      | The Brady Bunch 35th Anniversary Reunion Special                                                           | 本人                                 | スペシャル番組 |               |
| 2006      | The Surreal Life                                                                                           | 本人                                 | キャスト・メンバー |               |
| 2006      | Loonatics Unleashed                                                                                        | マロリー・マスターマインド・ケイシー | 3エピソード |               |
| 2007      | エレンの部屋 The Ellen DeGeneres Show                                                                      | 本人                                 | ゲスト出演 |               |
| 2007–09   | The Florence Henderson Show                                                                                | 司会                                 | 52エピソード | [ 67 ] [ 68 ] |
| 2008      | Ladies of the House                                                                                        | ローズ・オルムステッド               | テレビ映画 |               |
| 2009      | サマンサ Who? Samantha Who?                                                                                | ロレッタ                             | ゲスト出演 |               |
| 2010      | WWE・ロウ WWE Raw                                                                                          | 本人                                 | ゲスト司会者 |               |
| 2010      | ダンシング・ウィズ・ザ・スターズ Dancing with the Stars                                                    | 本人                                 | 出場者 |               |
| 2012      | The Cleveland Show                                                                                         | ナニー・バーバラ(声)                 | エピソード: "The Men in Me"                                                                                            |               |
| 2012      | おたすけマニー Handy Manny                                                                                 | アウント・ギニー                     | エピソード: "Handy Manny and the Seven Tools"                                                                          |               |
| 2012      | Happily Divorced                                                                                           | エリザベス                           | エピソード: "Meet the Parents"                                                                                         |               |
| 2012      | 30 ROCK/サーティー・ロック 30 Rock                                                                         | 本人                                 | エピソード: "My Whole Life Is Thunder"                                                                                 |               |
| 2012      | Matchmaker Santa                                                                                           | ペギー                               | ホールマーク・チャンネル・テレビ映画                                                                                   | [ 69 ]        |
| 2013      | Who's Cooking with Florence Henderson                                                                      | 司会                                 | 12エピソード | [ 67 ]        |
| 2014      | Trophy Wife                                                                                                | フランシス・ハリソン                 | エピソード: "The Wedding - Part Two"                                                                                   |               |
| 2014      | Rachael vs. Guy: Celebrity Cook-Off                                                                        | 本人                                 | エピソード: "Boardwalk Bites"                                                                                          |               |
| 2016      | ティーン・スパイ K.C. K.C. Undercover                                                                      | イルマ                               | エピソード: 踊ってケイシー！ "Dance Like No One's Watching"                                                            |               |
| 2016      | The Eleventh                                                                                               | レジーナ                             | 2エピソード(短編ウェブ・シリーズ)                                                                                      |               |
| 2016      | Chelsea | 本人                                 | エピソード: "Ellen Page & Inspiring Role Models"                                                                       |               |
| 2016-2018 | ちいさなプリンセス ソフィア Sofia the First                                                                | グランマ(声)                         | 2エピソード |               |

### 舞台
| 年                  | 題                                              | 役                     | 特記 |
| ------------------- | ----------------------------------------------- | ---------------------- | ---- |
| 1949                | 回転木馬 Carousel                               | キャリー・ペパリッジ   |      |
| 1952                | Wish You Were Here                              | The New Girl           |      |
| 1952                | オクラホマ! Oklahoma!                           | ローリー               |      |
| 1953                | The Great Waltz                                 | レジ―                  |      |
| 1954                | Fanny                                           | ファニー               |      |
| 1961–62, 1968, 1978 | サウンド・オブ・ミュージック The Sound of Music | マリア・レイナー       |      |
| 1963–64             | The Girl Who Came to Supper                     | メアリー・モーガン     |      |
| 1965                | 王様と私 The King and I                         | アンナ                 |      |
| 1967                | 南太平洋 South Pacific                          | ネリー・フォーブッシュ |      |
| 1974, 1981          | アニーよ銃をとれ Annie Get Your Gun             | アニー・オークレイ     |      |